# Liste du patrimoine immobilier classé de Braine-l'Alleud
Cette page regroupe l'ensemble du patrimoine immobilier classé de la commune belge de Braine-l'Alleud.
| Objet | Année de construction / Architecte | Adresse                                                   | Section communale | Coordonnées                      | Numéro d’inventaire | Illustration |
| --- | ---------------------------------- | --------------------------------------------------------- | ----------------- | -------------------------------- | ------------------- | --- |
| Ferme d'Hougoumont |                                    |                                                           |                   | 50° 40′ 15″ nord, 4° 23′ 40″ est | 25014-CLT-0001-01   | Ferme d'Hougoumont |
| Chapelle de l'Ermite |                                    |                                                           |                   | 50° 43′ 02″ nord, 4° 20′ 57″ est | 25014-CLT-0002-01   | Chapelle de l'Ermite |
| Ensemble formé par la Chapelle du Vieux Moûtier de l'Ermite et ses environs immédiats |                                    |                                                           |                   | 50° 43′ 04″ nord, 4° 20′ 51″ est | 25014-CLT-0003-01   | Image manquanteTéléverser |
| Site formé par les étangs des sept fontaines et leurs abords situés sur la commune de Braine-L'Alleud et en Flandre |                                    |                                                           |                   | 50° 43′ 02″ nord, 4° 19′ 11″ est | 25014-CLT-0004-01   | Image manquanteTéléverser |
| La butte du Lion dit de Waterloo |                                    |                                                           |                   | 50° 40′ 44″ nord, 4° 24′ 18″ est | 25014-CLT-0006-01   | La butte du Lion dit de Waterloo |
| Immeuble |                                    | Rue des Jambes n° 37                                      |                   | 50° 40′ 59″ nord, 4° 22′ 03″ est | 25014-CLT-0008-01   | Immeuble |
| Immeuble Empire à l'angle de la place Abbé Renard 7 et de la rue des Trois Apôtres 1, 3, 5 et 7. |                                    | Place Abbé Renard 7 en rue des Trois Apôtres 1, 3, 5 en 7 |                   | 50° 40′ 58″ nord, 4° 22′ 14″ est | 25014-CLT-0009-01   | Immeuble Empire à l'angle de la place Abbé Renard 7 et de la rue des Trois Apôtres 1, 3, 5 et 7. |
| Façades et toitures de l'ancien Hôtel de Ville sis n° 12-13, Grand'Place à Braine-L'Alleud |                                    | Grand'Place 12-13, Braine-L'Alleud                        |                   | 50° 40′ 56″ nord, 4° 22′ 10″ est | 25014-CLT-0013-01   | Façades et toitures de l'ancien Hôtel de Ville sis n° 12-13, Grand'Place à Braine-L'Alleud |
| Le site formé par le château, le parc, l'abbaye, la chapelle du saint-Sang, la ferme et le bâtiment d'entrée de l'abbaye du Bois Seigneur-Isaac                                                                            |                                    |                                                           |                   | 50° 38′ 42″ nord, 4° 19′ 02″ est | 25014-CLT-0014-01   | Le site formé par le château, le parc, l'abbaye, la chapelle du saint-Sang, la ferme et le bâtiment d'entrée de l'abbaye du Bois Seigneur-Isaac                                                                            |
| La chapelle du Saint-Sang, la façade et les toitures du château d'Ophain-Bois-Seigneur-Isaac (M) et le site classé le 2/02/1944 est étendu (S)                                                                             |                                    |                                                           |                   | 50° 38′ 38″ nord, 4° 19′ 21″ est | 25014-CLT-0015-01   | La chapelle du Saint-Sang, la façade et les toitures du château d'Ophain-Bois-Seigneur-Isaac (M) et le site classé le 2/02/1944 est étendu (S)                                                                             |
| La chapelle du Prieur ainsi que l'extension de l'ensemble formé par le château et ses abords |                                    |                                                           |                   | 50° 38′ 46″ nord, 4° 19′ 02″ est | 25014-CLT-0016-01   | Image manquanteTéléverser |
| Les 3 Façades non encore classées du château de Bois-Seigneur-Isaac |                                    |                                                           |                   | 50° 38′ 35″ nord, 4° 19′ 24″ est | 25014-CLT-0017-01   | Les 3 Façades non encore classées du château de Bois-Seigneur-Isaac |
| Chapelle Saint-Martin de Lillois-Witterzée |                                    |                                                           |                   | 50° 38′ 19″ nord, 4° 21′ 21″ est | 25014-CLT-0020-01   | Chapelle Saint-Martin de Lillois-Witterzée |
| Château d'eau sis en bordure de l'avenue Alphonse Allard au lieu-dit Saint-Sébastien |                                    | Avenue Alphonse Allard, te Saint-Sébastien                |                   | 50° 40′ 43″ nord, 4° 22′ 50″ est | 25014-CLT-0021-01   | Château d'eau sis en bordure de l'avenue Alphonse Allard au lieu-dit Saint-Sébastien |
| Château d'eau sis chaussée d'Alsemberg, au lieu-dit de l'Ermite |                                    | Chaussée d'Alsemberg, te Ermite                           |                   | 50° 42′ 40″ nord, 4° 21′ 12″ est | 25014-CLT-0022-01   | Château d'eau sis chaussée d'Alsemberg, au lieu-dit de l'Ermite |
| Église Saint-Étienne de Braine-l'Alleud |                                    |                                                           |                   | 50° 40′ 57″ nord, 4° 22′ 15″ est | 25014-CLT-0023-01   | Église Saint-Étienne de Braine-l'Alleud |
| Façades et toitures de tous les bâtiments constituant la ferme Tout lui Faut; l'ensemble formé par cette ferme et les terrains environnants                                                                                |                                    |                                                           |                   | 50° 42′ 25″ nord, 4° 20′ 32″ est | 25014-CLT-0025-01   | Image manquanteTéléverser |
| Les orgues de l'église Sainte-Aldegonde |                                    |                                                           |                   | 50° 39′ 58″ nord, 4° 20′ 55″ est | 25014-CLT-0026-01   | Image manquanteTéléverser |
| Certaines parties de l'immeuble au pied de la butte du Lion dit Panorama de la Bataille de Waterloo à savoir: les façades et toitures de la rotonde et bâtiment annexe; la peinture panoramique                            |                                    |                                                           |                   | 50° 40′ 46″ nord, 4° 24′ 17″ est | 25014-CLT-0027-01   | Certaines parties de l'immeuble au pied de la butte du Lion dit Panorama de la Bataille de Waterloo à savoir: les façades et toitures de la rotonde et bâtiment annexe; la peinture panoramique                            |
| Partie de l'ancienne abbaye de Nizelles |                                    |                                                           |                   | 50° 39′ 59″ nord, 4° 18′ 51″ est | 25014-CLT-0029-01   | Partie de l'ancienne abbaye de Nizelles |
| Champ de bataille de 1815 de Waterloo (+ LASNE/Plancenoit et WATERLOO/Waterloo) |                                    |                                                           |                   | 50° 40′ 05″ nord, 4° 23′ 22″ est | 25014-CLT-0030-01   | Champ de bataille de 1815 de Waterloo (+ LASNE/Plancenoit et WATERLOO/Waterloo) |
| Monument Gordon (+ LASNE/Plancenoit) |                                    |                                                           |                   | 50° 40′ 47″ nord, 4° 24′ 43″ est | 25014-CLT-0031-01   | Monument Gordon (+ LASNE/Plancenoit) |
| Les parties non visées dans l'arrêté du 24 février 1998 à savoir l'aménagement scénique et les avant-scènes de l'immeuble au pied de la butte du Lion dit Panorama de la Bataille de Waterloo.                             |                                    |                                                           |                   | 50° 40′ 46″ nord, 4° 24′ 19″ est | 25014-CLT-0034-01   | Les parties non visées dans l'arrêté du 24 février 1998 à savoir l'aménagement scénique et les avant-scènes de l'immeuble au pied de la butte du Lion dit Panorama de la Bataille de Waterloo.                             |
| L'intérieur de la chapelle du Saint-Sang (M) et l'ensemble formé par le château, la chapelle, le parc avec les douves, les bâtiments de l'abbaye et la ferme, tel que repris dans l'arrêté de classement du 02/02/1944 (S) |                                    |                                                           |                   | 50° 38′ 38″ nord, 4° 19′ 21″ est | 25014-PEX-0001-04   | L'intérieur de la chapelle du Saint-Sang (M) et l'ensemble formé par le château, la chapelle, le parc avec les douves, les bâtiments de l'abbaye et la ferme, tel que repris dans l'arrêté de classement du 02/02/1944 (S) |
| L'immeuble dit Panorama de la Bataille de Waterloo, à savoir les façades et toitures de la rotonde et la peinture panoramique                                                                                              |                                    |                                                           |                   | 50° 40′ 46″ nord, 4° 24′ 17″ est | 25014-PEX-0002-04   | L'immeuble dit Panorama de la Bataille de Waterloo, à savoir les façades et toitures de la rotonde et la peinture panoramique                                                                                              |
| L'immeuble dit Panorama de la Bataille de Waterloo, à savoir l'aménagement scénique et les avant-scènes |                                    |                                                           |                   | 50° 40′ 46″ nord, 4° 24′ 19″ est | 25014-PEX-0003-04   | L'immeuble dit Panorama de la Bataille de Waterloo, à savoir l'aménagement scénique et les avant-scènes |
| Le champ de bataille de 1815 de Waterloo (+ LASNE/Plancenoit et WATERLOO/Waterloo) |                                    |                                                           |                   | 50° 40′ 05″ nord, 4° 23′ 22″ est | 25014-PEX-0004-04   | Le champ de bataille de 1815 de Waterloo (+ LASNE/Plancenoit et WATERLOO/Waterloo) |